# Гробники
Гробники (пол. Grobniki, нім. Gröbnig) — село в Польщі, у гміні Глубчиці Глубчицького повіту Опольського воєводства.
Населення — 883 особи (2011).

## Демографія
Демографічна структура станом на 31 березня 2011 року:
|          | Загалом | Допрацездатний вік | Працездатний вік | Постпрацездатний вік |
| -------- | ------- | ------------------ | ---------------- | -------------------- |
| Чоловіки | 428     | 77                 | 303              | 48                   |
| Жінки    | 455     | 81                 | 261              | 113                  |
| Разом    | 883     | 158                | 564              | 161                  |